# استخوان کف‌پایی اول
استخوان متاتارسال اول (به انگلیسی: First Metatarsal Bone)، استخوانی در کف پا است که دقیقاً پشت انگشت بزرگ پا قرار دارد. اولین استخوان متاتارسال، کوتاه ترین و ضخیم‌ترین استخوان متاتارسال است.